# زرادشت نامه
زرادشت نامه هي قصيدة ملحمية دينية باللغة الفارسية تم تأليفها في القرن الثالث عشر الميلادي. تتحدث القصيدة عن حياة زرادشت مؤسس الزرادشتية. مؤلف القصيدة هو كاي كافوس بور خسرو . تُنسب القصيدة خطأً إلى زرتشت بهرام بازده الذي هو في الواقع ناسخ أول مخطوطة باقية من العمل. تتكون القصيدة من 600 بيت وهي مؤلفة بنفس وزن قصيدة الشاهنامة للفردوسي؛ حيث حاول المؤلف تقليد الملحمة ذات الطابع الإسلامي لإدخالها للزرادشتية. يعتمد العمل على السرد الشفوي للزرادشتيين، ويتشابه كثيرًا مع الأدب الفارسي الأوسط مثل الدنكارد. الكلمات العربية المستعارة ليست شائعة في العمل. ويحتوي أيضًا على بعض الكلمات البهلوية النادرة.

### الاستشهادات
1. ↑  "پژوهشگاه علوم و فناوری اطلاعات ایران". ganj.irandoc.ac.ir (بالإنجليزية). Retrieved 2017-05-03.[وصلة مكسورة]
2. ↑  "ČANGRANGHĀČA-NĀMA – Encyclopaedia Iranica". www.iranicaonline.org. مؤرشف من الأصل في 2024-12-14. اطلع عليه بتاريخ 2019-07-17.
3. ↑  Sheffield 2015، صفحة 530–532.